# NGC 52

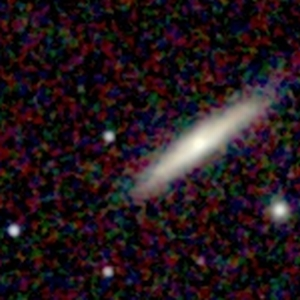
NGC 52 par 2MASS (proche-infrarouge)

NGC 52 est une vaste galaxie spirale située dans la constellation de Pégase. NGC 52 a été découverte par l'astronome germano-britannique William Herschel en 1784.

## Caractéristiques
Sa vitesse par rapport au fond diffus cosmologique est de 5 049 ± 25 km/s, ce qui correspond à une distance de Hubble de 74,5 ± 5,2 Mpc (∼243 millions d'al).
NGC 52 présente une large raie HI.
À ce jour, sept mesures non basées sur le décalage vers le rouge (redshift) donnent une distance de 76,900 ± 11,273 Mpc (∼251 millions d'al), ce qui est à l'intérieur des valeurs de la distance de Hubble.